# 川崎市立小倉小学校
川崎市立小倉小学校（かわさきしりつ おぐらしょうがっこう）は、神奈川県川崎市幸区小倉2丁目にある公立小学校。

## 沿革
出典
- 1954年（昭和29年）9月28日 - 川崎市立日吉小学校から分離して開校。開校時の校区は小倉と南加瀬であったため南加瀬の境界付近である現校地に建設された。
- 1955年（昭和30年）3月20日 - 校章制定。
- 1957年（昭和32年）3月23日 - 校旗制定。
- 1958年（昭和33年）9月1日 - 川崎市立南加瀬小学校の開校に伴い校区を分離。12月18日に校舎が完成し4年生以下の児童654名が移動した。
- 2014年（平成26年） - 創立60周年記念式典挙行。
- 2025年（令和7年）4月 - 川崎市立新小倉小学校開校に伴い、校区から新小倉を分離[3]。

## 通学区域
出典
- 小倉1～5丁目

## 交通アクセス
- 臨港バス川54・55系統で「小倉小学校前」バス停下車すぐ（川崎駅西口方面からの場合）、南加瀬交番前バス停から徒歩3分（横須賀線小杉駅方面からの場合）。
- 臨港バス川56・57系統で南加瀬交番前バス停から徒歩3分。
- 川崎市バス川83系統で「南加瀬交番前」バス停から徒歩3分。

## 周辺
- 川崎小倉郵便局
- 川崎信用金庫加瀬支店小倉出張所
- 小倉神社
- 無量院
  - 日吉小学校の前身である南加瀬小学校（現在の南加瀬小学校とは異なる）が当地に移転していた[5]。
- 正蔵寺
- 川崎市立看護大学
- 川崎市立小倉保育園
- 小倉緑道
  - 当校の敷地のすぐ脇が小倉用水池だった。